# (612176) 2000 QL251
(612176) 2000 QL251 est un objet transneptunien double de magnitude absolue 6,6. Son diamètre est estimé à 148 km.
Un satellite, de nom provisoire S/2006 (2000 QL251) 1 a été découvert en 2006, son diamètre serait d'environ 142 km, il orbite à environ 7 000 km de distance. L'objet pourrait être qualifié de transneptunien double.